# Högholmen, Kristinestad
För andra betydelser, se Högholmen (olika betydelser).
Högholmen (finska: Korkeasaari) med Bogrund är en ö i kommunen Kristinestad i landskapet Österbotten  i Finland vid Bottenhavets östra kust. Öns area är 34,4 hektar och dess största längd är 1,3 kilometer i nord-sydlig riktning. Högholmen har fast broförbindelse västerut över det smala sundet som skiljer den från fastlandet.
Här vid Högholmen hemmahamn håller Kristinestads Segelförening till. I den välskyddade hamnen finns en stor bilparkeringsplats och gästplatser för båtar. Här finns god service och restaurang.

## Delöar och uddar
- Högholmen (Korkeasaari) 62°15′24″N 21°21′52″Ö / 62.25655°N 21.36433°Ö
- Bogrund 62°15′07″N 21°21′56″Ö / 62.25184°N 21.36566°Ö